# Hermandad de Guipúzcoa
La Hermandad de Guipúzcoa fue una entidad territorial de la Corona de Castilla cuyo origen data en la Baja Edad Media (siglo XIV).
Fue la principal precursora de la actual provincia y de su ordenamiento jurídico propio como «provincia exenta».
Con su intervención  se terminó con la guerra de bandos entre Oñacinos y Gamboínos que había asolado Guipúzcoa desde el siglo XII.
Domenjón González de Andía , que lideró la Hermandad en 1457, tuvo un papel relevante al asentar las bases del régimen político que gobernaría Guipúzcoa hasta el siglo XIX.

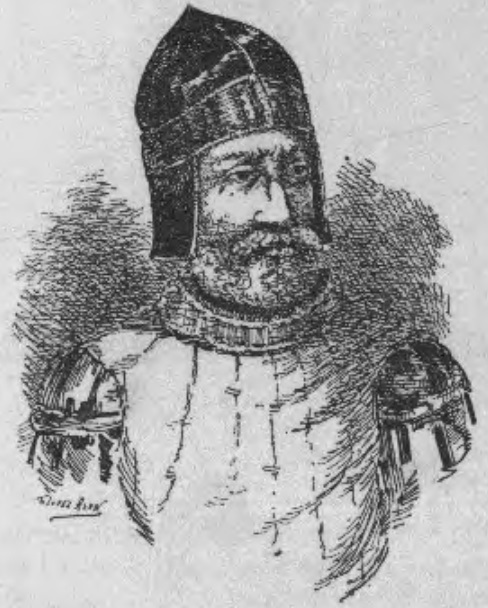
Domenjón González de Andía.

## Antecedentes
Aunque se conocen diversas juntas parciales formadas por las villas de la Tierra de Guipúzcoa en el siglo XIV, las celebradas en Guetaria en 1397 suponen un antes y un después en la estructuración política del territorio.
Aunque la documentación regia generada entre 1362 y 1370 ya habla en varias ocasiones de una «Hermandad de la Tierra de Guipúzcoa», será la de 1375 en Tolosa la que se considere como la primera Hermandad de la Provincia.
Presidida por el enviado real García Pérez de Camargo, las  decisiones tomadas en aquella Junta se plasmaron en el primer Cuaderno de Ordenanzas de la Provincia.
Desde entonces, y para hacer frente a la violencia del territorio guipuzcoano, los siete  cargos de alcaldes de Hermandad contaron con atribuciones especiales para actuar en cualquier parte de Guipúzcoa, llevar las investigaciones de cada caso denunciado y dictar sentencias inapelables.
Otra Junta importante fue la desarrollada en Guetaria en 1397 presidida por corregidor Gonzalo Moro (reflejo del interés del rey castellano por potenciar el nuevo ente político) que reforzó las atribuciones de la Hermandad y su relación con la corona.
Todo ello conllevó al fin de las guerras banderizas a finales del siglo XV.

## Las ordenanzas

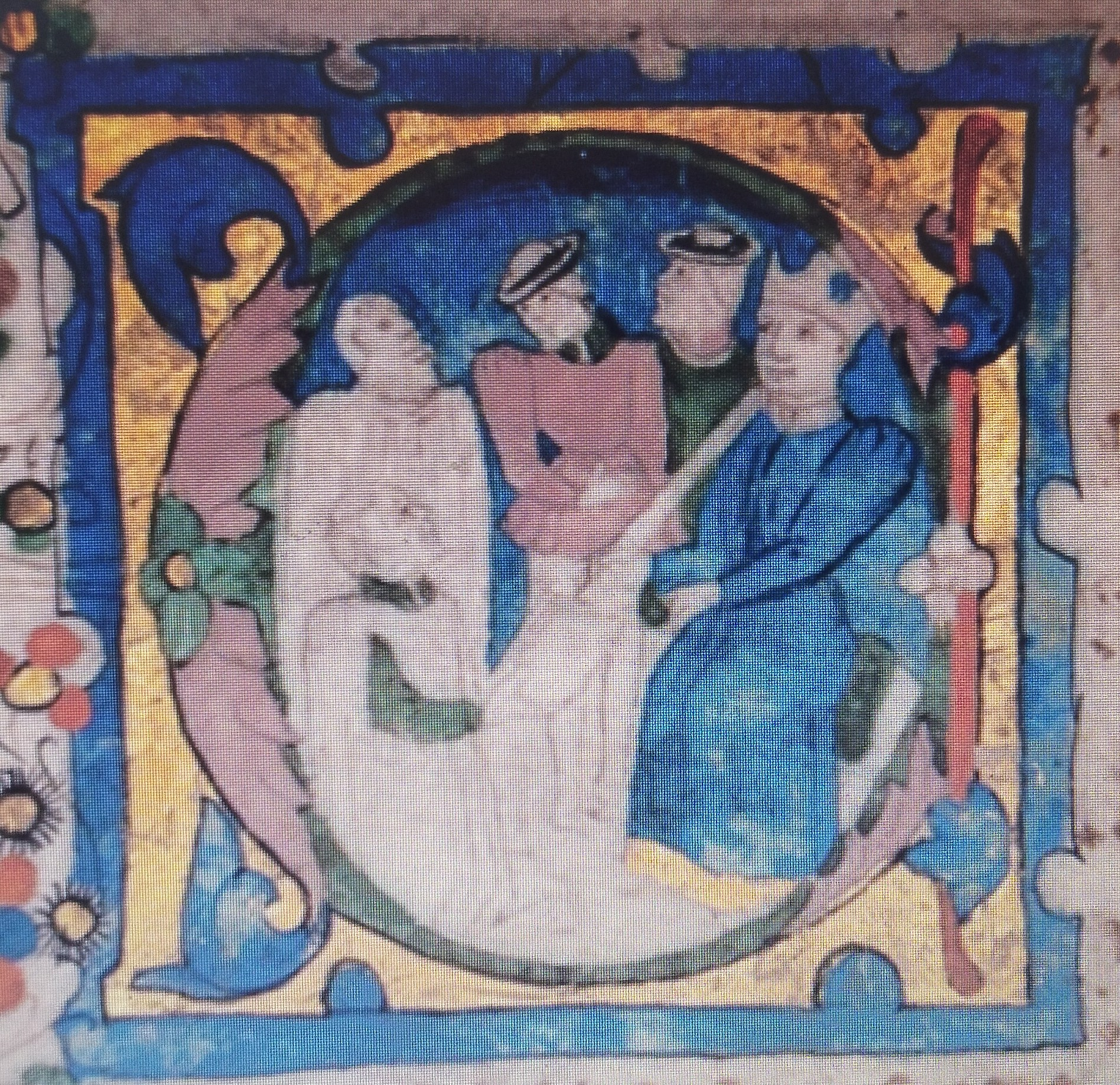
Juan II con los Comisionados de Guipúzcoa. 1453.

Hubo cuadernos de ordenanzas en los años 1397, 1415, 1453, 1457 y 1482; siendo el más importante el de 1463, cuyo objetivo principal no será ya la persecución de malhechores, sino la organización del Territorio y de la propia Hermandad. En este periodo la Hermandad encarga la realización de libros copiadores del conjunto de disposiciones legales que le afectaban, entre los que destaca el Libro de los Bollones (1481-1506), elaborado por  Domenjón González de Andía, primer escribano fiel de la provincia. Todos estos documentos  se conservan en el Archivo General de Guipúzcoa (Tolosa).
El rey castellano Enrique IV concedió el título a Guipúzcoa de «noble y leal» en 1466.